# HV71
HV71 je profesionální švédský hokejový tým z města Jönköping, hrající ve švédské hokejové lize. Klub se účastnil v sezóně 2008/09 prvotního pokusu Ligy mistrů, a také se účastní nové Ligy mistrů. Během let 2008 a 2013 se také HV účastnilo turnaje European Trophy.

## Historie
HV 71 vzniklo 24. května 1971 spojením dvou klubů, Husqvarna IF a Vätterstads IK. Nejdříve byl název Huskvarna/Vätterstads IF, později ale byl klub přejmenován na HV71. Do nejvyšší soutěže se mužstvo poprvé dostalo v roce 1979, jenže brzy se znovu propadlo do nižší soutěže. Postoupit se znovu povedlo po sezóně 1985/89. Od té doby se klub drží v nejvyšší soutěži. HV71 dokázalo zvítězit v nejvyšší soutěži pětkrát (1995, 2004, 2008, 2010 a 2017). Během 90. let se HV71 také chvíli jmenovalo Blue Bulls.
HV71 hrálo do roku 2000 ve své staré aréně Rosenlundshallen, které byla postavena v roce 1958, jako první krytá hala ve Švédsku. Od roku 2000 klub začal hrát v nové a vylepšené Husqvarna Garden, která byla postavena okolo a na Rosenlundshallenu, HV71 tedy prakticky hrálo na staveništi v průběhu sezóny 1999/00.

### Sezóna 1994/95
V této sezóně HV71 dokázalo získat svůj první titul. Celou soutěž dokázali vyhrát z posledního, 8. místa, které po základní části zajišťovalo postup do čtvrtfinále playoff. Díky tomu je jediným týmem ve švédské historii, kterému se to povedlo. Ve čtvrtfinále HV vyřadilo Djurgårdens IF Hockey, vítěze základní části, a to v nejkratším možném čase, třech zápasech. V semifinále narazil tým na Malmö Redhawks, obhájce titulu z loňské sezóny. HV71 v této sérii zvítězilo 3-2 na zápasy. Finále proti Brynäs IF dospělo až do posledního možného, pátého zápasu. Zápas se protáhl až do 4. třetiny a v něm vstřelil historický gól Johan Lindbom. Velcí hrdinové celého playoff byli, brankář Boo Ahl a finský centr Esa Keskinen

### Sezóna 2003/04
Druhý titul HV získalo v sezóně 2003/04. Ve čtvrtfinále vyřadilo MODO Hockey po vítězství 4-2 na zápasy, Frölundu 4-2 v semifinále a ve finále zvítězilo 4-3 proti Färjestadu. Ve čtvrtfinále dokázalo HV71 přepsat rekord švédské soutěže ve počtu vstřelených branek za jednu třetinu. HV vstřelilo během druhého zápasu s Modo 7 branek v první třetině. Ve skutečnosti všechny branky dokázalo vstřelit během posledních 10 minut této třetiny. Ve finále dokázal Stefan Liv zavřít svoji branku ve všech vítězných zápasech a nepustit tak jedinou branku, poslední dvě utkání skončili 1-0 a 5-0.

### Sezóna 2007/08
Třetí mitrovský titul se datuje do sezóny 2007/08. HV zvítězilo i v základní části se 107 body, 15 bodů před druhým Linköpingem. Ve čtvrtfinále HV vyřadilo Skellefteåu 4-1. V semifinále tým Timrå IK po výhře 4-2 na zápasy. Ve finále HV porazilo Linköping v šestí zápasech, i přes to, že prohráli první dva zápasy. Šestý zápas došel až do prodloužení, kde Eric Johansson vstřelil zlatý gól.

## Kapitáni
- Fredrik Stillman, O, 1993–1995,
- Stefan Örnskog, LK, 1996–1997
- Fredrik Stillman, O, 1997–1999
- Per Gustafsson, O, 1999–2001
- Johan Davidsson, C, 2002–2013
- David Petrasek, O, 2013–2014
- Ted Brithén, C, 2014–2016
- Chris Abbott, C, 2016–2017
- Martin Thörnberg, LK, 2017–2019
- Simon Önerud, LK/PK, 2019–2022
- Niklas Hjalmarsson, O, 2022–2023
- André Petersson, PK, 2023–2024
- Olle Alsing, O, 2024–

## Vyřazená čísla

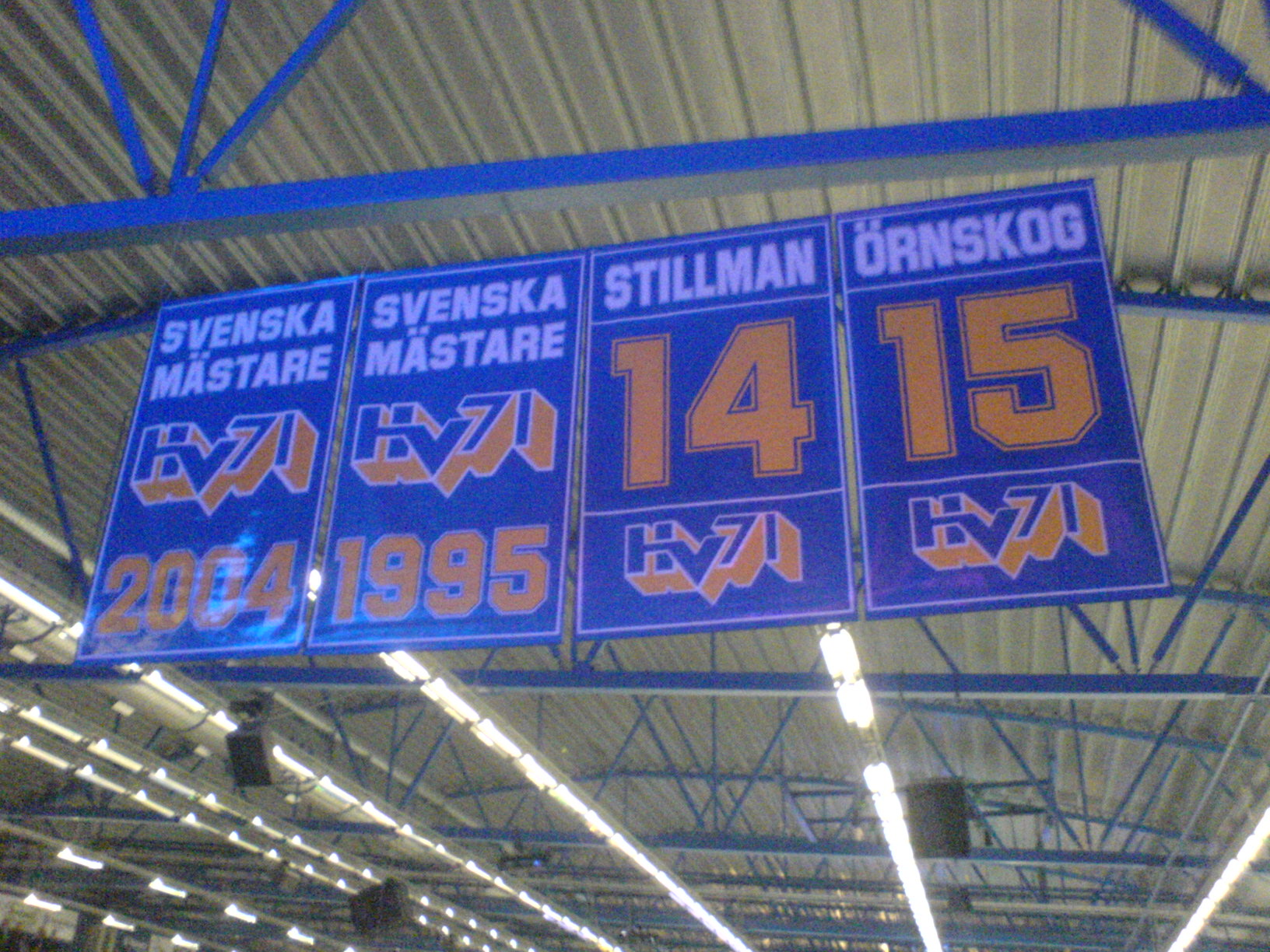
První dva tituly HV71 vedle dvou vyřazených čísel

| Číslo | Hráč             | Pozice | Kariéra                         | Datum vyřazení     |
| ----- | ---------------- | ------ | ------------------------------- | ------------------ |
| 1     | Stefan Liv       | B      | 1999–2006, 2007–2010            | 10. ledna, 2012    |
| 7     | Per Gustafsson   | O      | 1988–1996, 1999–2010            | 18. září, 2010     |
| 14    | Fredrik Stillman | O      | 1982–1995, 1996–2001            | 26. prosince, 2001 |
| 15    | Stefan Örnskog   | LK     | 1987–1998, 1999–2001            | 26. prosince, 2001 |
| 76    | Johan Davidsson  | C      | 1993–1997, 2001–2013            | 27. září, 2014     |
| 22    | David Petrasek   | O      | 1994–2000, 2005–2010, 2012–2015 | 27. ledna, 2017    |
| 10    | Martin Thörnberg | LK/PK  | 2003–2011, 2015–2020, 2021      | 5. ledna, 2023     |

## Rekordy

### Individuální rekordy
- Největší počet gólů za sezónu: Kai Nurminen, 31 (1995–96)
- Největší počet asistencí za sezónu: Johan Davidsson, 46 (2009–10)
- Největší počet bodů za sezónu: Esa Keskinen, 59 (1995–96)
- Největší počet trestných minut za sezónu: Lance Ward, 273 (2006–07) (rekord Elitserien)
- Největší počet bodů za sezónu, obránce: David Petrasek, 53 (2009–10) (rekord Elitserien)
- Největší počet bodů za sezónu, nováček: Kai Nurminen, 55 (1995–96) (rekord Elitserien)
- Největší počet čistých kont za sezónu: Stefan Liv, 6 (2003–04)

Zdroj:

### Kanadské bodování
Seznam deseti nejlepších hráčů v kanadském bodování, seznam je aktualizován po každé sezóně.
Poznámka: Poz = Pozice; Z = Zápay; G = Góly; A = Asistence; B = Body; P/Z = Počet bodů na zápas
| Player           | Pos | GP  | G   | A   | Pts | P/G  |
| ---------------- | --- | --- | --- | --- | --- | ---- |
| Johan Davidsson  | C   | 776 | 176 | 386 | 562 | .72  |
| Per Gustafsson   | O   | 719 | 122 | 216 | 338 | .47  |
| Martin Thörnberg | LK  | 588 | 174 | 139 | 313 | .53  |
| Fredrik Stillman | O   | 566 | 92  | 197 | 289 | .51  |
| Stefan Örnskog   | LK  | 442 | 106 | 150 | 256 | .58  |
| Ove Törnberg     | LK  | 369 | 129 | 104 | 233 | .63  |
| David Petrasek   | O   | 645 | 64  | 157 | 221 | .34  |
| Peter Ekelund    | C   | 577 | 108 | 110 | 218 | .37  |
| Esa Keskinen     | C   | 203 | 61  | 147 | 208 | 1.02 |
| Bjorn Melin      | LK  | 459 | 81  | 126 | 207 | .45  |

## Češi v týmu
| Ročník                      | Hráči ČR                      | Link |
| --------------------------- | ----------------------------- | ---- |
| 1993/1994                   | Antonín Stavjaňa              |      |
| 1994/1995                   | nikdo                         |      |
| 1995/1996                   | nikdo                         |      |
| 1996/1997                   | nikdo                         |      |
| 1997/1998                   | nikdo                         |      |
| 1998/1999                   | nikdo                         |      |
| 1999/2000                   | nikdo                         |      |
| 2000/2001                   | nikdo                         |      |
| 2001/2002                   | nikdo                         |      |
| 2002/2003                   | Lubomír Korhoň                |      |
| 2003/2004                   | nikdo                         |      |
| 2004/2005                   | nikdo                         |      |
| 2005/2006                   | nikdo                         |      |
| 2006/2007                   | Jaroslav Balaštík, Jan Hrdina |      |
| 2007/2008                   | Jan Hrdina                    |      |
| 2008/2009                   | Jan Hrdina, Kamil Piroš       |      |
| 2009/2010                   | nikdo                         |      |
| 2010/2011                   | Kamil Piroš                   |      |
| 2011/2012                   | Kamil Piroš                   |      |
| 2012/2013                   | nikdo                         |      |
| 2013/2014                   | nikdo                         |      |
| 2014/2015                   | nikdo                         |      |
| 2015/2016                   | nikdo                         |      |
| 2016/2017                   | nikdo                         |      |
| 2017/2018                   | nikdo                         |      |
| 2018/2019                   | nikdo                         |      |
| 2019/2020                   | nikdo                         |      |
| 2020/2021                   | nikdo                         |      |
| 2021/2022                   | nikdo                         |      |
| 2022/2023                   | Radan Lenc                    |      |
| 2023/2024                   | Radan Lenc                    |      |
| 2024/2025                   | Radan Lenc                    |      |
| 2025/2026                   | Lukáš Rousek                  |      |
| Zdroj na eliteprospects.com |                               |      |

## Přehled ligové účasti
| Švédsko (1985 – ) |                     |           |                  |                                                                                   |                                                                                   |                                                                                   |
| Sezóny            | Soutěž              | Úroveň    | ZČ               | Play-off, nadstavba, sk. o udržení...                                             | Poznámky                                                                          |                                                                                   |
| 1985/1986         | SHL                 | 1. úroveň | Bronzová medaile | Semifinále Prohra s Södertälje SK 0 : 2                                           |                                                                                   |                                                                                   |
| 1986/1987         | SHL                 | 1. úroveň | 5. místo         | Ne                                                                                |                                                                                   |                                                                                   |
| 1987/1988         | SHL                 | 1. úroveň | 7. místo         | Čtvrtfinále Prohra s IF Björklöven 0 : 2                                          |                                                                                   |                                                                                   |
| 1988/1989         | SHL                 | 1. úroveň | 8. místo         | Čtvrtfinále Prohra s Leksands IF 1 : 2                                            |                                                                                   |                                                                                   |
| 1989/1990         | SHL                 | 1. úroveň | 9. místo         | Ne                                                                                |                                                                                   |                                                                                   |
| 1990/1991         | SHL                 | 1. úroveň | 6. místo         | Čtvrtfinále Prohra s Västerås IK 0 : 2                                            |                                                                                   |                                                                                   |
| 1991/1992         | SHL                 | 1. úroveň | 8. místo         | Čtvrtfinále Prohra s Färjestad BK 1 : 2                                           |                                                                                   |                                                                                   |
| 1992/1993         | SHL                 | 1. úroveň | 9. místo         | Ne                                                                                |                                                                                   |                                                                                   |
| 1993/1994         | SHL                 | 1. úroveň | 9. místo         | Ne                                                                                |                                                                                   |                                                                                   |
| 1994/1995         | SHL                 | 1. úroveň | 8. místo         | Finále Výhra s Brynäs IF 3 : 2                                                    |                                                                                   |                                                                                   |
| 1995/1996         | SHL                 | 1. úroveň | 4. místo         | Čtvrtfinále Prohra s MODO Hockey 1 : 3                                            |                                                                                   |                                                                                   |
| 1996/1997         | SHL                 | 1. úroveň | 6. místo         | Čtvrtfinále Prohra s Färjestad BK 2 : 3                                           |                                                                                   |                                                                                   |
| 1997/1998         | SHL                 | 1. úroveň | 7. místo         | Čtvrtfinále Prohra s Djurgårdens IF Hockey 2 : 3                                  |                                                                                   |                                                                                   |
| 1998/1999         | SHL                 | 1. úroveň | 9. místo         | Ne                                                                                |                                                                                   |                                                                                   |
| 1999/2000         | SHL                 | 1. úroveň | 8. místo         | Čtvrtfinále Prohra s Brynäs IF 2 : 4                                              |                                                                                   |                                                                                   |
| 2000/2001         | SHL                 | 1. úroveň | 10. místo        | Ne                                                                                |                                                                                   |                                                                                   |
| 2001/2002         | SHL                 | 1. úroveň | 4. místo         | Semifinále Prohra s Färjestad BK 0 : 3                                            |                                                                                   |                                                                                   |
| 2002/2003         | SHL                 | 1. úroveň | 6. místo         | Čtvrtfinále Prohra s Djurgårdens IF Hockey 3 : 4                                  |                                                                                   |                                                                                   |
| 2003/2004         | SHL                 | 1. úroveň | Zlatá medaile    | Finále Výhra s Färjestad BK 4 : 3                                                 |                                                                                   |                                                                                   |
| 2004/2005         | SHL                 | 1. úroveň | 10. místo        | Ne                                                                                |                                                                                   |                                                                                   |
| 2005/2006         | SHL                 | 1. úroveň | Zlatá medaile    | Semifinále Prohra s Färjestad BK 3 : 4                                            |                                                                                   |                                                                                   |
| 2006/2007         | SHL                 | 1. úroveň | Stříbrná medaile | Semifinále Prohra s MODO Hockey 3 : 4                                             |                                                                                   |                                                                                   |
| 2007/2008         | SHL                 | 1. úroveň | Zlatá medaile    | Finále Výhra s Linköpings HC 4 : 2                                                |                                                                                   |                                                                                   |
| 2008/2009         | SHL                 | 1. úroveň | 4. místo         | Finále Prohra s Färjestad BK 1 : 4                                                |                                                                                   |                                                                                   |
| 2009/2010         | SHL                 | 1. úroveň | Zlatá medaile    | Finále Výhra s Djurgårdens IF Hockey 4 : 2                                        |                                                                                   |                                                                                   |
| 2010/2011         | SHL                 | 1. úroveň | Zlatá medaile    | Čtvrtfinále Prohra s AIK Ishockey 0 : 4                                           |                                                                                   |                                                                                   |
| 2011/2012         | SHL                 | 1. úroveň | Bronzová medaile | Čtvrtfinále Prohra s Färjestad BK 2 : 4                                           |                                                                                   |                                                                                   |
| 2012/2013         | SHL                 | 1. úroveň | 4. místo         | Čtvrtfinále Prohra s Linköpings HC 1 : 4                                          |                                                                                   |                                                                                   |
| 2013/2014         | Svenska hockeyligan | 1. úroveň | 10. místo        | Čtvrtfinále Prohra s Skellefteå AIK 1 : 4                                         |                                                                                   |                                                                                   |
| 2014/2015         | Svenska hockeyligan | 1. úroveň | 5. místo         | Čtvrtfinále Prohra s Linköpings HC 2 : 4                                          |                                                                                   |                                                                                   |
| 2015/2016         | Svenska hockeyligan | 1. úroveň | 9. místo         | Čtvrtfinále Prohra s Skellefteå AIK 0 : 4                                         |                                                                                   |                                                                                   |
| 2016/2017         | Svenska hockeyligan | 1. úroveň | Stříbrná medaile | Finále Výhra s Brynäs IF 4 : 3                                                    |                                                                                   |                                                                                   |
| 2017/2018         | Svenska hockeyligan | 1. úroveň | 8. místo         | Předkolo Prohra s Linköpings HC 0 : 2                                             |                                                                                   |                                                                                   |
| 2018/2019         | Svenska hockeyligan | 1. úroveň | 8. místo         | Čtvrtfinále Prohra s Färjestad BK 3 : 4                                           |                                                                                   |                                                                                   |
| 2019/2020         | Svenska hockeyligan | 1. úroveň | 5. místo         | Ročník zrušen po odehrání základní části a nadstavby z důvodu Pandemie covidu-19. | Ročník zrušen po odehrání základní části a nadstavby z důvodu Pandemie covidu-19. | Ročník zrušen po odehrání základní části a nadstavby z důvodu Pandemie covidu-19. |
| 2020/2021         | Svenska hockeyligan | 1. úroveň | 14. místo        | Ne                                                                                | Baráž                                                                             |                                                                                   |
| 2021/2022         | HockeyAllsvenskan   | 2. úroveň | Zlatá medaile    | Finále Výhra s IF Björklöven 4 : 2                                                | Postup                                                                            |                                                                                   |
| 2022/2023         | Svenska hockeyligan | 1. úroveň | 11. místo        | Ne                                                                                |                                                                                   |                                                                                   |
| 2023/2024         | Svenska hockeyligan | 1. úroveň | 13. místo        | Ne                                                                                | Baráž                                                                             |                                                                                   |
| 2024/2025         | Svenska hockeyligan | 1. úroveň | 14. místo        | Ne                                                                                | Baráž                                                                             |                                                                                   |
| 2025/2026         | Svenska hockeyligan | 1. úroveň |                  |                                                                                   |                                                                                   |                                                                                   |